# Brewster (Minnesota)
Pour les articles homonymes, voir Brewster.
La ville américaine de Brewster est située dans le comté de Nobles, dans l’État du Minnesota. Lors du recensement de 2010, sa population s’élevait à 473 habitants.

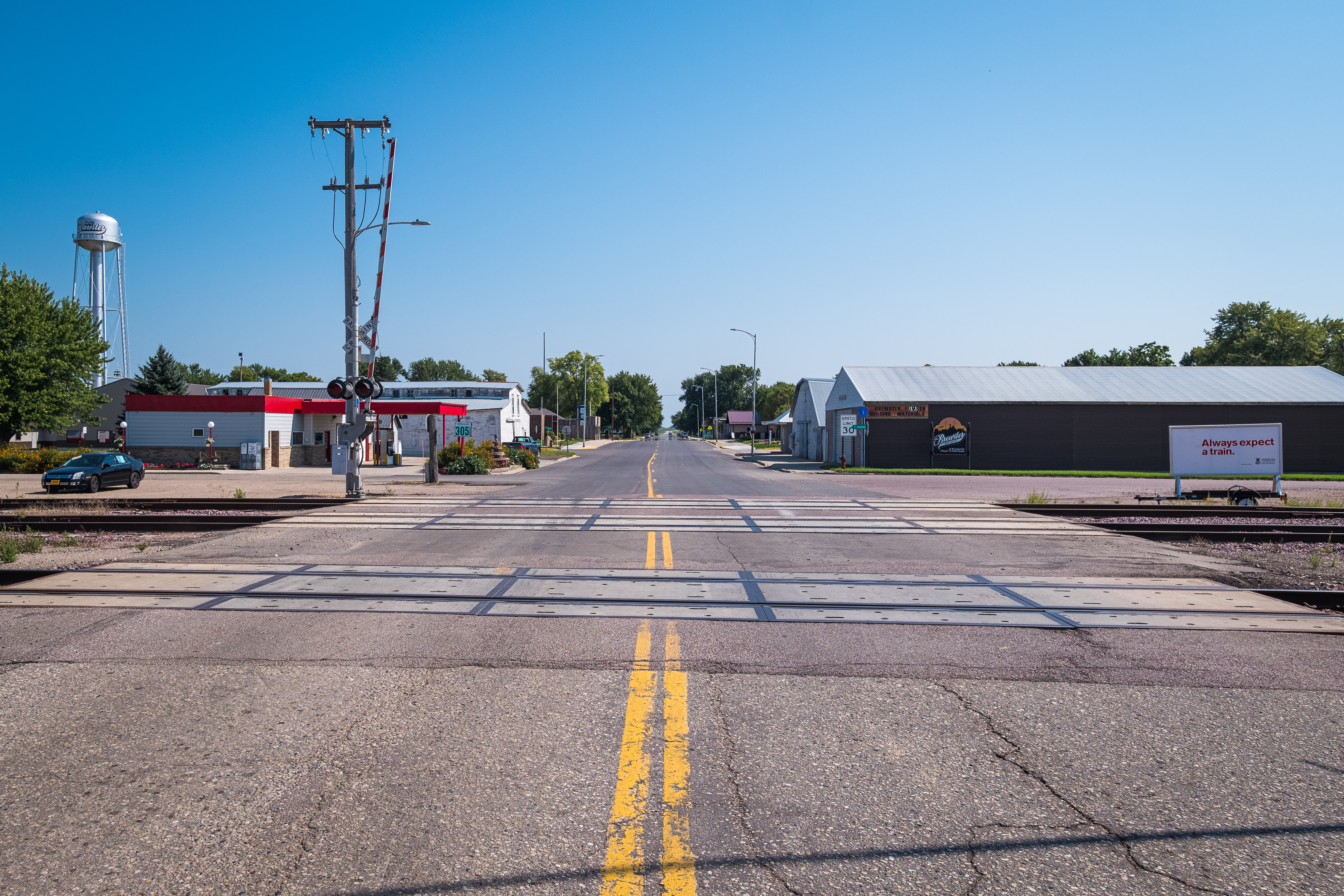
Brewster